# 梅田智之
梅田 智之（うめだ ともゆき、1969年4月20日 - ）は、日本中央競馬会（JRA）・栗東トレーニングセンターに所属している調教師である。父は元調教師の梅田康雄。

## 来歴
父、康雄が栗東トレーニングセンターで調教師をしていたこともあり、競馬が身近な環境にいた。元々は騎手を目指していたが、騎手を断念。栗東町立金勝小学校、栗東市立栗東中学校の同期に元騎手の岸滋彦がいる。
麻布大学獣医学部卒業後、1995年に競馬学校厩務員課程を経て、栗東･西橋豊治厩舎の厩務員、調教厩務員、調教助手を務めた。
2006年にJRA調教師免許試験に合格。翌07年に栗東で開業。伊藤雄二厩舎の一部を引き継ぐこととなった。
2007年3月10日の中京第11レースのファルコンステークスでエミネンツァベルタで初出走（14着）。4月7日、阪神第5レースをメイショウハナミチで制し、初勝利を挙げる。
2012年4月1日、産経大阪杯をショウナンマイティが優勝。重賞初制覇を飾る。
2013年11月2日、福島第6レースをテーオーダンシングで制し、JRA通算100勝を達成した。
2014年10月18日、オーストラリアのコーフィールドカップをアドマイヤラクティが優勝。GI初勝利が海外GIとなった。
2015年4月12日、桜花賞をレッツゴードンキが優勝。自身初のクラシック制覇となった。
2018年5月13日に新潟9Rで勝利しJRA通算200勝、2024年2月3日の小倉9Rで勝利しJRA通算300勝を達成した。

## 調教師成績
|                    | 日付           | 競馬場・開催   | 競走名          | 馬名               | 頭数 | 人気 | 着順 |
| ------------------ | -------------- | -------------- | --------------- | ------------------ | ---- | ---- | ---- |
| 初出走・重賞初出走 | 2007年3月10日  | 1回中京3日11R  | ファルコンS     | エミネンツァベルタ | 16頭 | 13   | 14着 |
| 初勝利             | 2007年4月7日   | 2回阪神5日5R   | 3歳未勝利       | メイショウハナミチ | 16頭 | 3    | 1着  |
| 重賞初勝利         | 2012年4月1日   | 2回阪神4日11R  | 産経大阪杯      | ショウナンマイティ | 12頭 | 6    | 1着  |
| GI初出走           | 2009年10月25日 | 4回京都6日11R  | 菊花賞          | キタサンチーフ     | 18頭 | 17   | 10着 |
| GI初勝利           | 2014年10月18日 | コーフィールド | コーフィールドC | アドマイヤラクティ | 18頭 | 5    | 1着  |

## 主な管理馬
※括弧内は当該馬の優勝重賞競走、太字はGI級競走。
- ショウナンマイティ（2012年産経大阪杯）
- アドマイヤラクティ（2013年ダイヤモンドステークス、2014年コーフィールドカップ）
- レッツゴードンキ（2015年桜花賞、2017年京都牝馬ステークス）
- キタサンサジン（2017年東京スプリント）
- テーオーヘリオス（2018年北海道スプリントカップ）
- ファンタジスト（2018年小倉2歳ステークス、京王杯2歳ステークス）
- ボンボヤージ（2022年北九州記念）
- アスクワンタイム（2023年小倉2歳ステークス）[11]

## 主な厩舎所属者
- 笹田和秀（2007年 - 2008年、調教助手）
- 西原玲奈（2010年 -  騎手、調教助手）